# Traité de garantie
Le traité de garantie est un accord signé entre le Royaume-Uni, la Turquie et la Grèce, le 16 août 1960 à Nicosie. Par cet accord, le Royaume-Uni officialise l'indépendance de l'île de Chypre qui eut lieu le même jour, et l'abandon de toute prétention territoriale future. Les trois États deviennent garants de l'équilibre constitutionnel de la république de Chypre. Le traité accorde, en particulier, un droit d'intervention militaire, sous certaines conditions, aux trois puissances garantes, pour rétablir l'ordre constitutionnel si celui-ci venait à être modifié.
Il fait suite aux accords gréco-turcs de Zurich du 11 février 1959 suivis par ceux de Londres du 19 février 1959, signés par les trois nations, Mgr Makarios qui représentait les Chypriotes grecs et le Dr Fazıl Küçük pour les Chypriotes turcs. Sur la base de ces accords, Chypre accède à l'indépendance et la Grande-Bretagne peut conserver sous sa souveraineté deux importantes bases militaires sur le territoire chypriote.

## Articles fondamentaux

### Article 1
« La république de Chypre s'engage à assurer le maintien de son indépendance, de son intégrité territoriale et de sa sécurité, ainsi que le respect de sa Constitution. Elle assume l'obligation de ne participer intégralement ou partiellement à aucune union politique ou économique avec quelque État que ce soit. Dans ce sens elle déclare interdite toute activité de nature à favoriser directement ou indirectement aussi bien l'union avec tout autre État que le partage de l'Île. »

— Article 1 du Traité de garantie.
Par cet article, la république de Chypre est déclarée indépendante et se doit d'assurer la sécurité de son territoire, notamment vis-à-vis des puissances étrangères et des rivalités intérieures pouvant conduire à l'implosion de l'île ou à sa domination.

### Article 2
« La Grèce, le Royaume-Uni et la Turquie, prenant acte des engagements de la république de Chypre établis dans l'Article I du présent Traité, reconnaissent et garantissent l'indépendance, l'intégrité territoriale et la sécurité de la république de Chypre, ainsi que l'ordre de choses établi par les Articles fondamentaux de sa Constitution.
La Grèce, le Royaume-Uni et la Turquie assument également l'obligation d'interdire, pour ce qui relève d'eux, toute activité ayant pour but de favoriser directement ou indirectement aussi bien l'union de Chypre avec tout autre État que le partage de l'Ile. »

— Article 2 du Traité de garantie.

### Article 4
« En cas de violation des dispositions du présent Traité, la Grèce, le Royaume-Uni et la Turquie s'engagent à se concerter en vue des démarches ou mesures nécessaires pour en assurer l'observation. Dans la mesure où une action commune ou concertée ne s'avérerait pas possible, chacune des trois Puissances garantes se réserve le droit d'agir dans le but exclusif du rétablissement de l'ordre créé par le présent Traité. »

— Article 4 du Traité de garantie.
Enfin, dans cet article, les trois puissances se reconnaissent le droit mutuel et individuel d'intervenir dans les affaires chypriotes si l'un des deux articles précédents venait à être remis en cause.